# Pita barrada de Java
La pita barrada de Java (Hydrornis guajanus) és una espècie d'ocell de la família dels pítids (Pittidae) que habita els boscos de Java i Bali.